# 第一世达赖喇嘛
第一世达赖喇嘛，法名根敦朱巴（1391年—1474年），出生于后藏萨迦寺附近的霞堆牧场，父名贡布多吉，母名觉莫朗吉，共生子女五人，根敦朱巴排行第三。

## 經歷
根敦朱巴幼时帮助父母牧羊。 1405年，十五歲的根敦朱巴在纳塘寺出家为僧，拜团柱凯珠为师，从楚巴喜绕受了沙弥戒。二十岁受了比丘戒。之后便到前藏各地云游，先到昌珠寺，拜贡桑巴为师，学“因明”与“中论”。当时宗喀巴正在前藏创立黄教，已有名望。1415年，宗喀巴受当时帕竹政权的第五代法王扎巴坚赞之请，在扎西多喀地方向僧俗民众讲经说法，二十五岁的根敦朱巴跟着他师傅团柱凯珠一同前去听讲，才和宗喀巴认识。从此拜宗喀巴为师，成为重要弟子，与喜饶僧格到后藏等地讲经说法。
1419年宗喀巴在甘丹寺赤巴任内圆寂，其第一大弟子贾曹杰·达玛仁钦继为第二任甘丹赤巴后，根敦朱巴从贾曹杰那里学习显密二宗。1432年贾曹杰圆寂，经噶丹寺僧共同商定，邀请克珠杰（一世班禅喇嘛）就任甘丹寺赤巴，根敦朱巴又向克珠杰学习佛法。此后根敦朱巴返回后藏，在绛勤、打纳、日库等处讲经，门徒渐众。
1447年，根敦朱巴得到桑主则宗本乃穹吉巴·班觉桑布资助，在桑珠则之旁兴建了扎什伦布寺，寺成即任该寺赤巴。1434年，甘丹寺住持克珠杰圆寂，寺内教务乏人主持，1450年寺僧派人来请根敦朱巴前往继任甘丹寺赤巴，根敦朱巴说：“我不能去，若才建此寺即离去，恐不坚稳”，他推举了克珠杰之弟拔梭·曲结坚赞前往甘丹寺担任了第四任赤巴。根敦朱巴任该寺住持达二十八年，广泛研习哲学和佛教经典，精通密显教法，成为当时西藏著名的佛教学者，故称“大班哲达根敦朱”。著作有《戒经疏》《正理庄严论》。
1474年根敦朱巴在扎什伦布寺内圆寂，时年八十四岁。根敦朱巴圆寂后，由其大弟子班青·桑布扎西继任扎什伦布寺赤巴。第三世达赖喇嘛得到俺答汗上达赖喇嘛尊号后，追尊根敦朱巴为第一世达赖喇嘛。